# 楊岐方会
楊岐方会（楊岐方會、ようぎ ほうえ、淳化3年（992年） - 皇祐元年（1049年））は、中国の宋代の臨済宗の僧。俗姓は冷。袁州宜春県の出身。後世五家七宗の一つに数えられる楊岐派の祖として知られる。日本に伝えられた臨済禅のうち、栄西によるものを除く全てがこの楊岐派に属する。

## 概要
筠州にあった古刹の九峰寺で出家得度し、諸国を行脚した後石霜楚円の門下となる。師に従って潭州瀏陽道吾山、瀏陽石霜山へと移り大悟した。筠州九峰寺に戻った後、請われて袁州楊岐山の普明院の住持となる。慶暦6年（1046年）には潭州雲蓋山（望城区）の海会寺へ移り、皇祐元年（1049年）に示寂。
法嗣は白雲守端、茶陵郁山主、石霜守孫、長慶顕瓊、君山守巽、法輪惟一、欽山智因、比部孫居士および保寧仁勇がいる。語録に『楊岐會和尚語録』、『楊岐會和尚後録』及び『楊岐會和尚語要』がある。